# کالتن فرد
گلن سوکسیان با نام هنری کالتن فرد (انگلیسی: Colton Ford؛ زاده ۱۲ اکتبر ۱۹۶۲ - مرگ ۱۹ می ۲۰۲۵) یک بازیگر پیشین فیلم‌های پورنو همجنس‌گرایانه، بازیگر فیلم سینمایی و خوانندهٔ ارمنی‌تبار اهل ایالات متحده آمریکا بود.

## گزیده فیلمشناسی
از فیلم‌ها یا برنامه‌های تلویزیونی که وی در آن نقش داشته‌است می‌توان به آثار زیر اشاره کرد.
- بهترین چیز بعدی (۲۰۰۰)
- شهرت برهنه (۲۰۰۴)